# Indianapolis 500 1912
Indianapolis 500 1912 je bila druga dirka Indianapolis 500 na dirkališču Indianapolis. Potekala je 30. maja 1912.

## Rezultati

### Kvalifikacije
Prijavljeni so morali za kvalifikacijo odpeljati krog s povprečno hitrostjo prek 75 mph (120.7 km/h), toda štartna vrsta je bila narejena na podlagi datuma prijav.
| Vrsta | Notr. del                               | Proti notr.                           | Sredina                                                            | Proti zun.                            | Zun. del                              |
| ----- | --------------------------------------- | ------------------------------------- | ------------------------------------------------------------------ | ------------------------------------- | ------------------------------------- |
| 1     | Gil Anderson 80.93 mph / 130.24 km/h    | Len Zengel 78.85 mph / 126.90 km/h    | Teddy Tetzlaff 84.24 mph / 135.57 km/h                             | Ralph DePalma 86.02 mph / 138.44 km/h | Eddie Hearne 81.85 mph / 131.72 km/h  |
| 2     | Spencer Wishart 83.95 mph / 135.10 km/h | Joe Dawson 86.13 mph / 138.61 km/h    | Howdy Wilcox 87.20 mph / 140.33 km/h                               | Harry Knight 75.92 mph / 122.18 km/h  | Bert Dingley 80.77 mph / 129.99 km/h  |
| 3     | Johnny Jenkins 80.82 mph / 130.07 km/h  | Bob Burman 84.11 mph / 135.36 km/h    | Eddie Rickenbacker Kvalificiral Lee Frayer 77.30 mph / 124.40 km/h | Billy Liesaw 77.51 mph / 124.74 km/h  | Bill Endicott 80.57 mph / 129.66 km/h |
| 4     | Ralph Mulford 87.88 mph / 141.43 km/h   | Hughie Hughes 81.81 mph / 131.66 km/h | Joe Horan 80.48 mph / 129.52 km/h                                  | Mel Marquette 78.08 mph / 125.66 km/h | Len Ormsby 84.09 mph / 135.33 km/h    |
| 5     | Joe Matson 79.90 mph / 128.59 km/h      | Charlie Merz 78.88 mph / 126.95 km/h  | David L. Bruce-Brown 88.45 mph / 142.35 km/h                       | Louis Disbrow 76.54 mph / 123.18 km/h |                                       |

### Dirka
| Poz | Št | Dirkač               | Dirkalnik           | Prijavljen                     | Motor               | Št. cil. | Konfiguracija    | Šasija    | Barva           | Kval. hitr.             | Št. mesto | Vodstvo | Čas                | Krogi / Hitrost / Odstop        |
| --- | -- | -------------------- | ------------------- | ------------------------------ | ------------------- | -------- | ---------------- | --------- | --------------- | ----------------------- | --------- | ------- | ------------------ | ------------------------------- |
| 1   | 8  | Joe Dawson*          | National            | National Motor Vehicle Company | National            | 4        | 491 in³ / 8.05 L | National  | Modra Bela      | 86.13 mph / 138.61 km/h | 7         | 2       | 6:21:06            | 200 - 78.719 mph / 126.686 km/h |
| 2   | 3  | Teddy Tetzlaff       | Fiat                | E. E. Hewlett                  | Fiat                | 4        | 589 in³ / 9.65 L | Fiat      | Rdeča           | 84.24 mph / 135.57 km/h | 3         | 2       | 6:31:29 / +10:23   | 200 - 76.632 mph / 123.327 km/h |
| 3   | 21 | Hughie Hughes        | Mercer              | Mercer Motors Company          | Mercer              | 4        | 301 in³ / 4.93 L | Mercer    | Rumena          | 81.81 mph / 131.66 km/h | 17        | 0       | 6:33:09 / +12:03   | 200 - 76.307 mph / 122.80 km/h  |
| 4   | 28 | Charlie Merz         | Stutz               | Ideal Motor Car Company        | Wisconsin           | 4        | 390 in³ / 6.39 L | Stutz     | Siva            | 78.88 mph / 126.95 km/h | 22        | 0       | 6:34:40 / +13:34   | 200 - 76.014 mph / 122.333 km/h |
| 5   | 18 | Bill Endicott        | Schacht             | Schacht Motor Car Company      | Wisconsin           | 4        | 390 in³ / 6.39 L | Schacht   | Rdeča           | 80.57 mph / 129.66 km/h | 15        | 0       | 6:46:28 / +25:22   | 200 - 73.807 mph / 118.781 km/h |
| 6   | 2  | Len Zengel           | Stutz               | Ideal Motor Car Company        | Wisconsin           | 4        | 390 in³ / 6.39 L | Stutz     | Siva            | 78.85 mph / 126.90 km/h | 2         | 0       | 6:50:28 / +29:22   | 200 – 73.088 mph / 117.624 km/h |
| 7   | 14 | Johnny Jenkins       | White               | White Indianapolis Company     | White               | 6        | 490 in³ / 8.03 L | White     | Bela            | 80.82 mph / 130.07 km/h | 11        | 0       | 6:52:38 / +31:32   | 200 – 72.704 mph / 117.006 km/h |
| 8   | 22 | Joe Horan            | Lozier              | Dr. W. H. Chambers             | Lozier              | 4        | 545 in³ / 8.39 L | Lozier    | Bela Rdeča      | 80.48 mph / 129.52 km/h | 18        | 0       | 6:59:38 / +38:32   | 200 – 71.491 mph / 115.054 km/h |
| 9   | 9  | Howdy Wilcox         | National            | National Motor Vehicle Company | National            | 4        | 590 in³ / 9.67 L | National  | Modra Bela      | 87.20 mph / 140.33 km/h | 8         | 0       | 7:11:30 / +50:24   | 200 – 69.525 mph / 111.890 km/h |
| 10  | 19 | Ralph Mulford        | Knox                | Ralph Mulford                  | Knox                | 6        | 597 in³ / 9.78 L | Knox      | Bela Rdeča      | 87.88 mph / 141.43      | 16        | 0       | 8:53:00 / +2:31:54 | 200 – 56.285 mph / 90.582 km/h  |
| 11  | 4  | Ralph DePalma        | Mercedes            | E. J. Schroeder                | Mercedes            | 4        | 583 in³ / 9.55 L | Mercedes  | Bela            | 86.02 mph / 138.44      | 4         | 196     | DNF                | 198 – gred                      |
| 12  | 15 | Bob Burman           | Cutting             | Clark-Carter Auto Company      | Cutting             | 4        | 598 in³ / 9.80 L | Cutting   | Bela Rdeča      | 84.11 mph / 135.36 km/h | 12        | 0       | DNF                | 157 – trčenje, 2. ovinek        |
| 13  | 12 | Bert Dingley         | Simplex             | Bert Dingley                   | Simplex             | 4        | 597 in³ / 9.67 L | Simplex   | Rdeča Bela      | 80.77 mph / 129.99 km/h | 10        | 0       | DNF                | 116 - gred                      |
| 14  | 25 | Joe Matson           | Lozier              | O. Applegate                   | Lozier              | 4        | 545 in³ / 8.93 L | Lozier    | Rdeča Bela      | 79.90 mph / 128.59 km/h | 21        | 0       | DNF                | 110 - gred                      |
| 15  | 7  | Spencer Wishart      | Mercedes            | Spencer Wishart                | Mercedes            | 4        | 583 in³ / 9.55 L | Mercedes  | Siva Črna Rdeča | 83.95 mph / 135.10 km/h | 6         | 0       | DNF                | 82 - dovod vode                 |
| 16  | 3  | Gil Anderson         | Stutz               | Ideal Motor Car Company        | Wisconsin           | 4        | 390 in³ / 6.39 L | Stutz     | Siva Bela       | 80.93 mph / 130.24 km/h | 1         | 0       | DNF                | 80 - trčenje, 3. ovinek         |
| 17  | 17 | Billy Liesaw         | Marquette- Buick    | Will Thomson                   | Buick               | 4        | 594 in³ / 9.73 L | Marquette | Rjava Rdeča     | 77.51 mph / 124.74      | 14        | 0       | DNF                | 72 - ogenj                      |
| 18  | 46 | Louis Disbrow        | Case                | J. I. Case T. M. Company       | Case                | 6        | 450 in³ / 7.37 L | Case      | Bela Rdeča      | 76.54 mph / 123.18 km/h | 24        | 0       | DNF                | 67 - diferencial                |
| 19  | 23 | Mel Marquette        | McFarlan            | Speed Motors Company           | McFarlan            | 6        | 425 in³ / 6.96 L | McFarlan  | Siva            | 78.08 mph / 125.66 km/h | 19        | 0       | DNF                | 63 - kolesa                     |
| 20  | 6  | Eddie Hearne         | Case                | J. I. Case T. M. Company       | Case                | 6        | 450 in³ / 7.37 L | Case      | Bela Rdeča      | 81.85 mph / 131.72 km/h | 5         | 0       | DNF                | 55 - ogenj                      |
| 21  | 16 | Eddie Rickenbacker   | Firestone- Columbus | Columbus Buggy Company         | Firestone- Columbus | 4        | 345 in³ / 5.65 L | Fiat      | Rdeča Črna      | 77.30 mph / 124.40 km/h | 13        | 0       | DNF                | 43 - ventil                     |
| 22  | 29 | David L. Bruce-Brown | National            | National Motor Vehicle Company | National            | 4        | 590 in³ / 9.67 L | National  | Modra Bela      | 88.45 mph / 142.35 km/h | 23        | 0       | DNF                | 25 - ventil                     |
| 23  | 10 | Harry Knight         | Lexington           | Lexington Motor Car Company    | Lexington           | 6        | 422 in³ / 6.92 L | Lexington | Rjava Bela      | 75.92 mph / 122.18 km/h | 9         | 0       | DNF                | 6 - motor                       |
| 24  | 26 | Len Ormsby           | Opel                | I. C. Stern & B. C. Noble      | Opel                | 4        | 450 in³ / 7.37 L | Opel      | Siva Rdeča      | 84.09 mph / 135.33 km/h | 20        | 0       | DNF                | 5 - gred                        |

* - Joeja Dawsona je uamenjal Don Herr za kroge 108-144.
DNF - Odstop